# Ентоні Стюарт
Е́нтоні Стю́арт (англ. Anthony Stewart; 5 січня 1985, місто Ла-Салл, провінція Квебек) — професійний канадський хокеїст, нападник.

## Кар'єра

### Кар'єра (юніорський вік)
Стюарт розпочав кар'єру хокеїста ще в юнацькому віці у Хокейній лізі Онтаріо виступаючи протягом чотирьох років за клуб «Кінгстон Фронтенакс». У своєму першому сезоні закинув 19 голів, в наступні сезони Ентоні тільки збільшував свій доробок бомбардира. У 2003 році в Драфті НХЛ був обраний в першому раунді під 25 номером, клубом НХЛ «Флорида Пантерс». У тренувальний табір «пантер» він потрапив напередодні сезону 2004/05 років, але сезон провів за «Кінгстон Фронтенакс» набравши 67 очок. Закінчив цей сезон у клубі АХЛ «Сан-Антоніо Ремпедж».

### Кар'єра (професійні клуби)

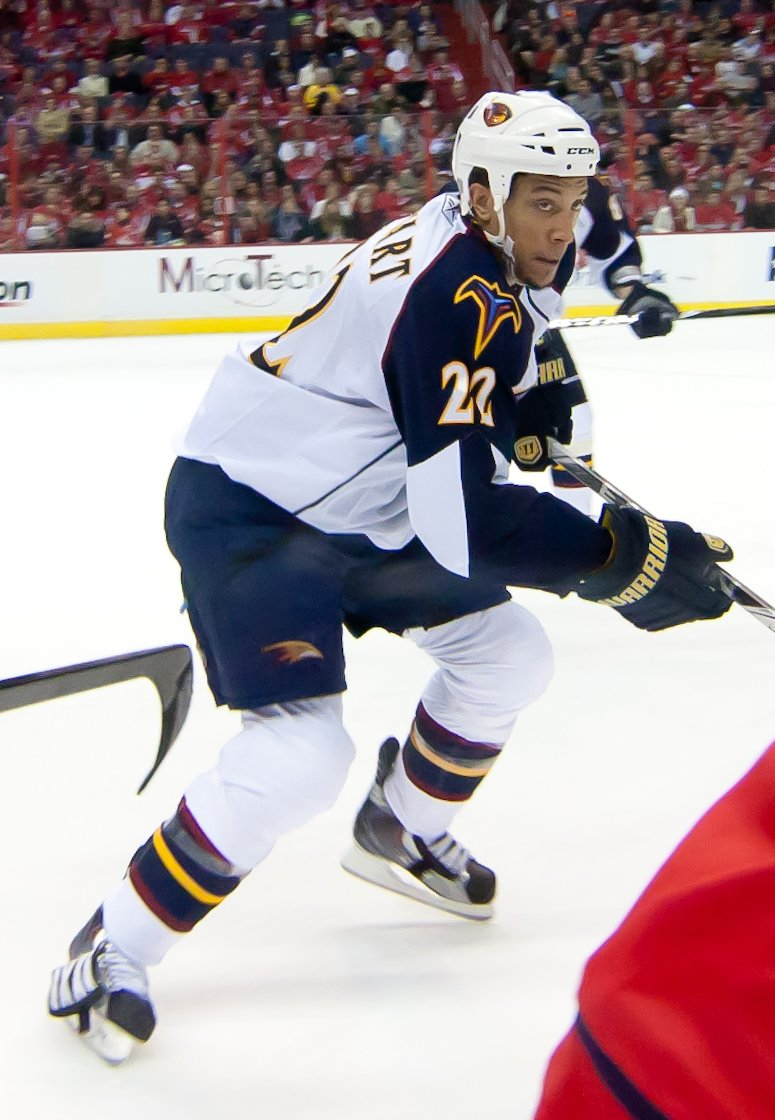
Стюарт у складі «Атланта Трешерс» у 2010 році.

В сезоні 2005/06 років Ентоні дебютує у складі «Флорида Пантерс» — провів десять матчів, набрав три очка (2 + 1), більшість матчів сезону провів у складі фарм-клубу «Рочестер Американс». З цього моменту знаходячись на контракті «пантер» він постійно виступає у складі цих двох клубів, лише в останньому сезоні 2008/09 років Ентоні відіграв за «Флорида Пантерс» п'ятдесят дев'ять матчів, набрав сім очок (2 + 5).
Сезон 2009/10 років провів у клубі АХЛ «Чикаго Вулвс». Два наступних сезони стали для Стюарта найкращими у НХЛ, спочатку відіграв повний сезон за «Атланта Трешерс» — вісімдесят матчів, 39 очок (14 + 25), потім сезон у складі «Кароліна Гаррікейнс» — сімдесят сім матчів, 20 очок (9 + 11).
Через локаут сезон 2012/13 років у НХЛ стартував у січні 2013 року, Ентоні виступав у клубі Британської елітної ліги «Ноттінгем Пантерс», залишок сезону провів у АХЛ за клуб «Манчестер Монархс». У груді цього ж року виступав у складі збірної Канади на Кубку Шпенглера.
У сезоні 2013/14 років, Стюарт спочатку підписав контракт на один рік з російським клубом «Автомобіліст» (Єкатеринбург). Закинувши всього 1 шайбу у 19 іграх, контракт за взаємною згодою сторін було розторгнуто. Ентоні приєднався до швейцарського клубу, «Фрібур-Готтерон», відігравши дванадцять матчів перейшов до іншого швейцарського клубу «Рапперсвіль-Йона» в якому і перебував до кінця сезону.
4 серпня 2014 року, Стюарт як вільний агент уклав контракт з хорватським клубом «Медвещак».
У 2016 році завершив кар'єру гравця.

## Кар'єра (збірна)
У складі юніорської збірної Канади став чемпіоном світу серед юніорів 2003 року. У складі молодіжної збірної Канади на молодіжних чемпіонатах світу став срібним призером 2004 року та чемпіоном 2005 року.